# 魏鸣一
魏鸣一（1924年—），男，湖北建始人，中华人民共和国政治人物。

## 生平
早年毕业于燕京大学物理系，后获美国布朗大学物理系硕士学位。1949年，回国进入中央人民政府邮电部电信总局工作，1958年，担任中华人民共和国国防部第五研究院第五专业部室主任，两年后改任第四机械工业部第十研究院研究所总工程师、副院长。1980年，担任第四机械工业部副部长。1982年，改任中华人民共和国电子工业部副部长。1985年，因政治结构调整，出任中国国际信托投资公司副总经理、副董事长兼总经理、董事长。